# Acanthostega
O acanthostega era um anfíbio primitivo que viveu há aproximadamente 380 milhões de anos, durante o período Devoniano. Se alimentava de pequenos crustáceos, moluscos, peixes e insetos e vivia em pântanos e em lagos pobremente oxigenados. Seus membros eram bem desenvolvidos e acredita-se que este anfíbio foi um dos primeiros tetrápodes (4 membros), os quais um dia iriam dominar o meio terrestre.
O acanthostega possuía  8 dedos em cada pata, que, juntamente com o fato de não possuir uma caixa torácica adaptada a sustentar seu peso fora da água, tornavam-nos inaptos ao ambiente terrestre. Acredita-se que suas patas eram mais utilizadas para "andar" pela vegetação aquática, dos pântanos onde vivia, como as atuais salamandras, do que para rastejar entre poças de água que poderiam secar periodicamente.